# Anatoliadelphys maasae
 Anatoliadelphys maasae — викопний вид сумчастих ссавців, що існував в еоцені.

## Скам'янілості
Скам'янілі рештки виду виявлені у турецькій провінції Анталія. Вивченням знахідки зайнялися палеонтологи Мурат Мага з Вашингтонського університету та Робін Бек з Університету Селфорда.

## Опис
Тварина була ростом з кішку і вагою близько 3-4 кг. Розвинена щелепна мускулатура робила його укус дуже сильним, а міцні масивні зуби дозволяли розгризати досить міцні об'єкти. Швидше за все, цей звір харчувався жуками з твердим панциром. Посткраніальний скелет вказує на те, що Anatoliadelphys був рухомим, швидким і спритним, а його лапи дозволяли впевнено лазити по деревах, чіпляючись за гілки.

## Філогенія
На основі філогенетичного аналізу дослідники помістили таксон поза кладою сумчастих, але всередині групи Marsupialiformes.